# Processus de Luanda
Le processus de Luanda, également connu sous le nom de dialogue de Luanda, feuille de route de Luanda ou processus de Paix de Luanda, est une série de négociations et d’accords diplomatiques mené sous l’égide de l’Angola, entre juillet 2022 et mars 2025, avec le soutien de la Communauté de développement d'Afrique australe (SADC) et d'autres acteurs régionaux. 
Le processus de Luanda vise à apaiser les tensions et à promouvoir la paix et la sécurité dans l'est de la république démocratique du Congo (RDC), en réponse à la résurgence du groupe rebelle Mouvement du 23 mars (M23) et aux tensions croissantes entre la RDC et le Rwanda.
Dans le cadre du processus, plusieurs sommets et réunions se tiennent à partir de 2022, dans la ville de Luanda, sous la médiation du président angolais João Lourenço,  désigné comme facilitateur par l’Union Africaine. Ces rencontres rassemblent les dirigeants des deux pays ainsi que des représentants de diverses organisations régionales. Elles aboutissent à des engagements de désescalade, à la mise en place de mécanismes de surveillance du cessez-le-feu et à des appels au retrait des groupes armés, notamment le M23, des zones occupées. Cependant, le M23, absent lors des négociations, rejete souvent ces accords. Des initiatives politiques et militaires sont harmonisées pour stabiliser l'est de la RDC, incluant des plans de neutralisation des Forces démocratiques de libération du Rwanda (FDLR) et de désengagement des forces en conflit. Malgré ces efforts, des désaccords persistants ont compliqué les négociations.
Le 8 février 2025, lors d'un sommet conjoint de la Communauté d'Afrique de l'Est (EAC) et de la SADC, la fusion du processus de Luanda avec le processus de Nairobi est décidée. Le 24 mars 2025, l'Angola annonce mettre fin à sa médiation, après plusieurs échecs notables.

## Contexte
L'est de la république démocratique du Congo (RDC) est une région riche en ressources mais marquée par des conflits persistants depuis plusieurs décennies. Ces conflits résultent de facteurs complexes : griefs historiques, tensions ethniques, intérêts locaux, nationaux et internationaux, et convoitise des ressources naturelles. Les racines du conflit remontent aux années 1990, avec des tensions entre communauté autochtones et celles d'origine rwandaise, principalement les Banyarwanda Hutus, causant des milliers de morts au Nord-Kivu. La situation s'aggrave en 1994, après le génocide des Tutsis au Rwanda, avec l'arrivée dans l'est du Zaïre, d'environ un million de réfugiés Hutus rwandais, parmi lesquels se trouvent des forces génocidaires. Cette arrivée massive déstabilise la région, modifiant les alliances locales et ravivant les conflits ethniques,,,, ce qui conduit directement aux première et deuxième guerres du Congo (1996-2003). Ces guerres impliquent plusieurs États africains, et entraînent des déplacements massifs de civils, des massacres et des violations des droits de l'homme. La présence de groupes armés, comme le Mouvement du 23 mars (M23), et les tensions avec le Rwanda alimentent un un cycle de violences dans la région des Kivus, affectant principalement les populations locales. La situation sécuritaire se détériore à partir de 2022 avec la résurgence du M23, qui, soutenu par l'armée rwandaise, lance une offensive au Nord-Kivu contre les Forces armées de la république démocratique du Congo (FARDC). Cette escalade conduit à une crise humanitaire majeure, avec des milliers de personnes déplacées et des infrastructures détruites.

## Histoire
Le Processus de Luanda est une initiative diplomatique lancée sous la médiation du président angolais, João Lourenço, désigné comme facilitateur par l’Union Africaine.  Ce processus vise à résoudre les tensions et conflits dans l'est de la république démocratique du Congo (RDC) à travers une série de sommets et d'accords entre les parties concernées.

### Sommet tripartite (juillet 2022)
En juillet 2022, un sommet tripartite organisé par l'Angola entre le président congolais, Félix Tshisekedi, et le président du Rwanda, Paul Kagame, se tient à Luanda, sous l'égide du président angolais João Lourenço. Cette rencontre aboutit à un engagement de désescalade et à un mécanisme de surveillance du cessez-le-feu. Le lendemain, le cessez-le-feu est immédiatement violé sur le terrain, où le Mouvement du 23 mars (M23) s'empare de Kanyabusoro, une localité du territoire de Rutshuru, tandis que la rébellion indique ne pas être engagés « par le cessez-le-feu décidé à Luanda par des responsables politiques qui ne les représentent pas »,. 

### Mini-sommet de Luanda (novembre 2022)
En novembre 2022, un mini-sommet se tient à Luanda, il réunit Joao Lourenço, Félix Tshisekedi, le président burundais Évariste Ndayshimiye, en sa qualité de président de la Communauté d'Afrique de l'Est (CAE), et le facilitateur de la communauté est-africaine, le kenyan Uhuru Kenyatta. Le Rwanda est représenté par son ministre des Affaires étrangères, Vincent Biruta, Paul Kagame, bien qu'attendu, ne fera pas le déplacement.
L'objectif principal de ce mini-sommet est d'établir un calendrier de mise en œuvre des actions prioritaires pour la cessation des hostilités et le retrait immédiat du M23 des localités congolaises occupées. Ce mini-sommet réaffirme la nécessité d’un retrait immédiat du M23 des zones occupées et d’un dialogue politique inclusif pour stabiliser la région. Un accord de cessez-le-feu est imposé au M23, avec la menace d'une intervention de la force régionale de la Communauté d'Afrique de l'Est (CAE) en cas de non respect. Le M23, n'ayant pas participé aux négociations, déclare ne pas être tenu par cet accord.

### Réunion quadripartite (juin 2023)
En juin 2023, une réunion quadripartite réunissant les membres de la Communauté d'Afrique de l'Est (EAC), de la Communauté économique des États de l'Afrique centrale (CEEAC), de la Conférence internationale sur la région des Grands Lacs (CIRGL), et de la Communauté de développement d'Afrique australe (SADC) s'accordent sur l'harmonisation des initiatives politiques et militaires concernant la crise dans l'est de la RDC.

### Relance du processus de Luanda et accord de cessez le feu (mars - septembre 2024)
En mars 2024, Le président angolais Joao Lourenço accueille Paul Kagame pour relancer le processus de Luanda et rétablir le dialogue entre le Rwanda et la RDC, dont les relations sont tendues. Le 30 juillet 2024, un accord de cessez-le-feu est négocié entre Kinshasa et Kigali, par l'entremise de l'Angola. Le cessez-le-feu doit entrer en vigueur le 4 août, immédiatement après la fin de trêve humanitaire, en place depuis le 5 juillet 2024, et partiellement respectée. L'accord prévoit aussi la mise en en œuvre d'un plan de neutralisation des Forces démocratiques de libération du Rwanda  (FDLR) par la RDC et les signataires se sont accordés pour travailler sur un plan de désengagement des forces en conflit dans la région,. Dès le lendemain de l'annonce de cet accord l'Alliance fleuve Congo (AFC), une coalition de groupes armés dont le M23 fait partie, indique ne pas être directement concerné par cet accord, n'ayant pas participé à son élaboration.

### Réunions entre les délégations de la RDC et du Rwanda (septembre - novembre 2024)
Du 14 au 15 septembre 2024, une nouvelle réunion entre les ministres des Affaires étrangères de la république démocratique du Congo et du Rwanda se tient à Luanda , sans toutefois aboutir à des progrès significatifs. Les discussions se concentrent sur le rapport des experts en renseignement, le Plan harmonisé de neutralisation des Forces démocratiques de libération du Rwanda (FDLR) et le retrait des forces rwandaises du territoire congolais. La médiation angolaise présente également un compte rendu des échanges entre l'Alliance fleuve Congo (AFC) et les conseillers du président angolais, tenus du 31 août au 3 septembre 2024 à Luanda. L'AFC estime que le processus de Luanda serait insuffisant s'il n'intégrait pas les défis internes de la RDC, et exige un dialogue direct avec les autorités congolaises. En réponse, Kinshasa réaffirme son ouverture aux pourparlers de paix, tout en rejetant un dialogue direct avec le M23, et envisage des sanctions économiques contre Kigali ainsi que le renforcement du processus de Nairobi comme alternative.

#### Mise en place d'un mécanisme de vérification RDC-Rwanda et d'un concept d’opérations
le 5 novembre 2024, à Goma, les ministres des Affaires étrangères de la RDC et du Rwanda lancent officiellement le Mécanisme de vérification Adhoc renforcé (MVA-R) sous médiation angolaise, pour surveiller la situation sécuritaire dans l'est de la RDC. Le 25 novembre, un concept d’opérations (CONOPS), est signé par les ministres des affaires étrangères des deux pays à Luanda, sous la médiation du président angolais. Ce document, mis au point par des experts militaires et du renseignement, prévoit des actions ciblées contre les Forces démocratiques de libération du Rwanda  (FDLR) et le retrait progressif des forces rwandaises de la RDC,. 

### Sommet de Luanda annulé (décembre 2024)
Après plusieurs mois de discussions entre les diplomaties du Rwanda et de la république démocratique du Congo (RDC), une réunion tripartite impliquant Félix Tshisekedi, Paul Kagame et João Lourenço est programmée pour le 15 décembre 2024 à Luanda. Cependant, les négociations préliminaires entre les ministres des affaires étrangères des deux pays, tenues la veille, se terminent par un échec. En conséquence, Kagame décide de ne pas faire le déplacement à Luanda, estimant que le sommet n'était « plus pertinent »,, ce qui a conduit à l'annulation de la réunion à la dernière minute. 

### Fin du processus de Luanda et dernière tentative de médiation (février - mars 2025)

#### Fusion des processus de Luanda et de Nairobi
Le 8 février 2025, la fusion du processus de Luanda avec le processus de Nairobi est décidée lors d'un sommet conjoint de la Communauté d'Afrique de l'Est (EAC) et de la SADC. Cette fusion a pour objectif de permettre une meilleure coordination entre la SADC etl'EAC, et renforcer ainsi l'unité des efforts régionaux pour résoudre la crise dans l'est de la RDC.

#### Dernière tentative de médiation
Le 11 mars 2025, l'Angola annonce vouloir rencontrer le M23 afin que puissent être menées des négociations directes entre la république démocratique du Congo et le M23, pour installer une paix définitive dans l'est de la RDC. Cette initiative fait suite à une visite du président congolais Félix Tshisekedi à Luanda, qui jusqu'à présent a toujours été opposé à toute discussion directe avec le M23. Le M23 accueille favorablement cette annonce, tandis que le gouvernement congolais, bien que réticent, prend acte de cette démarche sans s'engager explicitement. Le M23 insiste sur la nécessité d'un engagement public du président congolais pour des négociations directes, affirmant que seules celles-ci permettront une solution durable au conflit. Le président angolais Joao Lourenço appelle à un cessez-le-feu effectif le 16 mars à 0h00 pour faciliter les pourparlers qui doivent se tenir le 18 mars à Luanda, mais cet appel au cessez-le-feu reste sans réponse des belligérants. Le M23 dénonce sur le réseau social X le bombardements de zones densément peuplées, non confirmées à ce jour, qui témoignerait selon Lawrence Kanyuka, le porte-parole du M23 « de la volonté du régime de Kinshasa de torpiller le dialogue tant attendu » . Le 17 mars, à la suite de l'annonce des sanctions européennes à l'encontre de dirigeants du M23, et alors que Kanyuka, avait annoncé plus tôt dans la journée qu'une délégation du M23 se rendrait à Luanda, le mouvement rebelle déclare qu'il ne participera pas aux discussions, indiquant que « les sanctions successives imposées à nos membres, y compris celles adoptées à la veille des discussions de Luanda compromettent gravement le dialogue direct et empêchent toute avancée », dénonçant par ailleurs la poursuite d'une « campagne belliciste » de Kinshasa. L'envoi d'une délégation de la RDC à Luanda est maintenu selon la porte parole du gouvernement congolais, Tina Salama.

#### Retrait des médiations de l'Angola
Le 24 mars 2025, l'Angola annonce cesser sa médiation entre la république démocratique du Congo et le Rwanda, deux mois après avoir pris la tête de l'Union africaine. Le président João Lourenço estime qu'il est temps pour l'Angola de se concentrer sur les priorités continentales. Cette décision fait suite à deux échecs notables : la rencontre manquée en décembre 2024 entre Félix Tshisekedi et Paul Kagame, ce dernier n'ayant pas honoré sa présence, et le boycott des discussions par les rebelles du M23 le 18 mars 2025, en protestation contre des sanctions européennes. Une méfiance croissante entre Kigali et Luanda aurait également compliqué la médiation.